# Tranvías en Uruguay
El Tranvía en Uruguay fue un servicio de transporte público predominante entre los años 1868 y 1957.  

## Inauguración

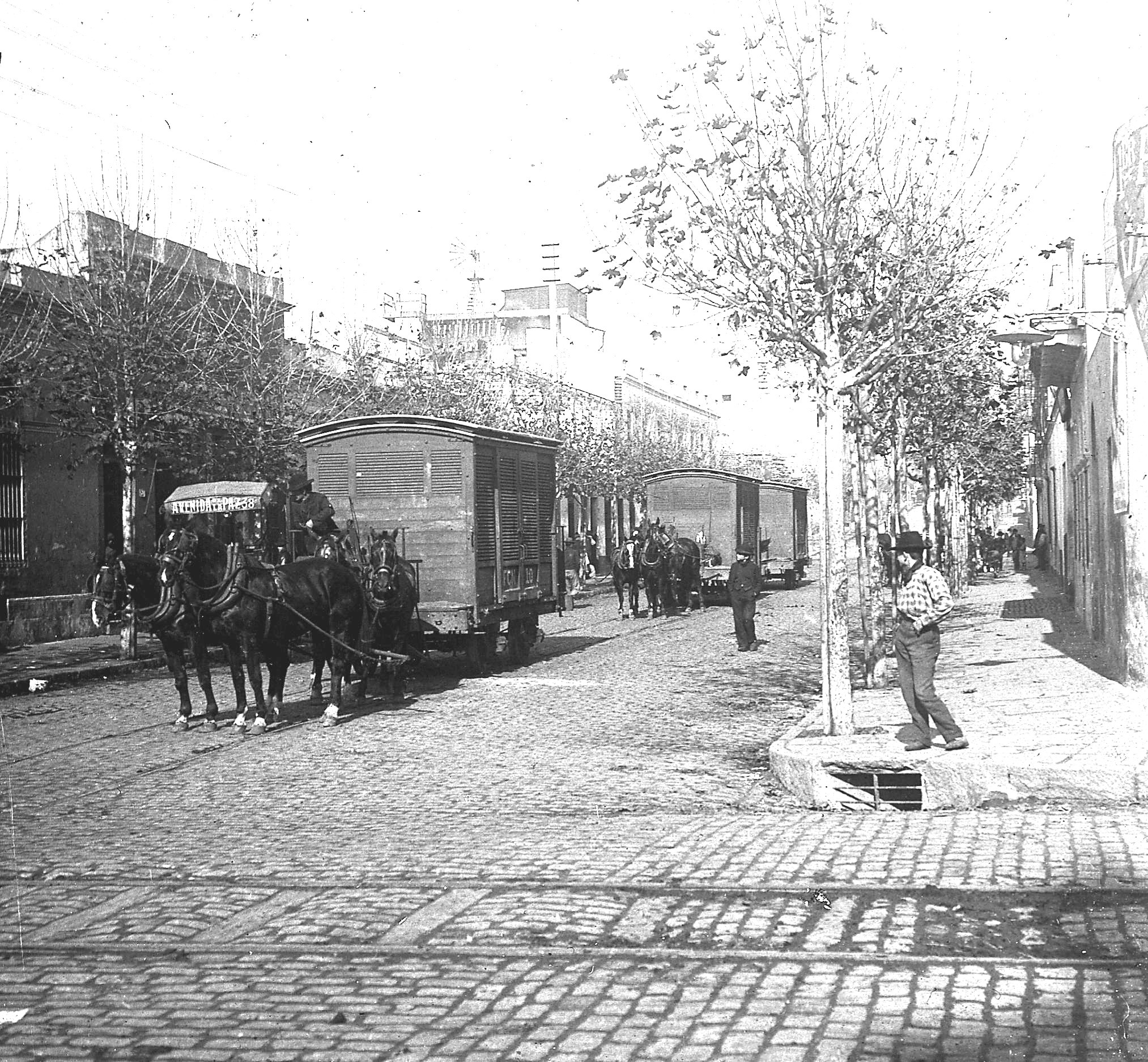
Tranvía a caballos circulando por la Aguada de Montevideo

El primer servicio de tranvías en Uruguay, con coches tirado por caballos, se inauguró en Montevideo el 25 de mayo en 1868, cuando durante la presidencia de Lorenzo Batlle se concedieron las primeras dos líneas para su explotación, estas fueron el Tranvía al Paso Molino y Cerro, y el Tranvía a la Unión y Maroñas. Si bien Montevideo fue la ciudad que contó con un sistema mucho más amplio, existieron en otras ciudades como Salto, Paysandú, La Floresta y el Real de San Carlos servicios de tranvías, los cuales no llegaron a electrificarse.  

Tranvía eléctrico.

Hacia fines del siglo 19, solamente en Montevideo se llegaron a transportar en un año un total de  17.000.000 de pasajeros; contando con 511 coches, 3.984 caballos y 14 estaciones. Ya para esos años, fueron creadas la Sociedad Comercial de Montevideo y La Transatlántica, quienes comenzaron a adquirir las líneas existentes a tracción animal con el fin de lograr su electrificación. 
En 1906 la Sociedad Comercial de Montevideo inaugura la primer línea  totalmente eléctrica que unía la Aduana y el Hotel de los Pocitos. En 1907 La Transatlántica inauguró su línea entre la Aduana y Pasó Molino. Ya para 1910 la red de tranvía de Montevideo estaba totalmente electrificada, a excepción del Tranvía de la Barra, adquirido por los Ferrocarriles y Tranvías del Estado.  En el caso del interior, si bien existieron planes de electrificación, los mismos nunca fueron concretados.

## Líneas

#### Tranvía en Montevideo
- Tranvía a la Unión y Maroñas
- Tranvía al Paso Molino y Cerro
- Tranvía Oriental
- Tranvía Brasileño (Reducto)
- Tranvía del Este
- Tranvía de la Barra
- Ferrocarril y Tranvía del Estado
- Sociedad Comercial de Montevideo
- La Transatlántica

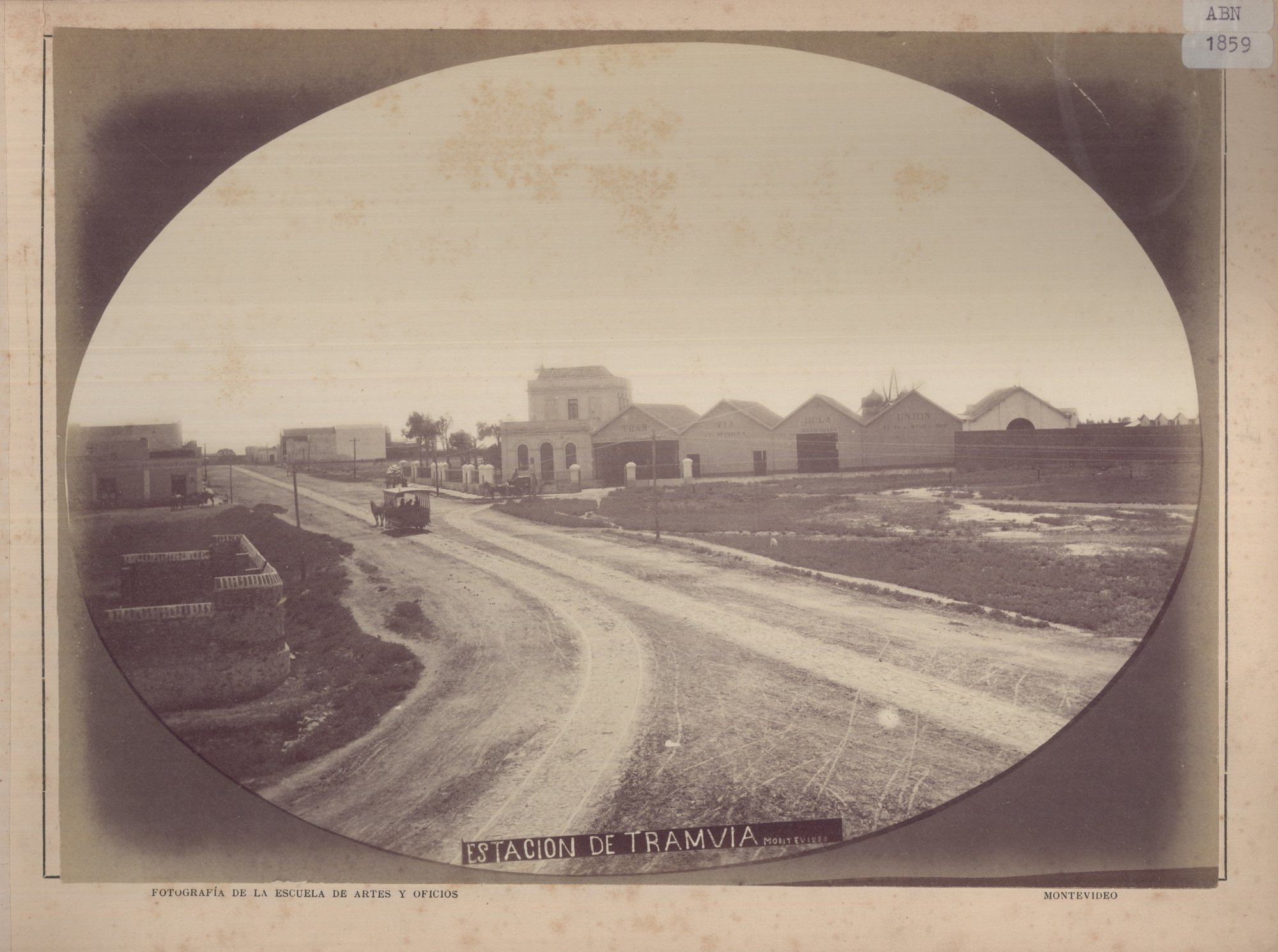
Estación del Tranvía a la Unión Y Maroñas, hoy funciona allí la Biblioteca Francisco Shinica

- Administración Municipal de Transporte

#### Tranvías en Salto

Tranvía circulando por la Avenida Uruguay en Salto

En 1872 el presidente Lorenzo Batlle otorga a Alfredo Trianón para la explotación del servicio de tranvías en Salto, posteriormente comenzarían a realizarse las obras del trazado de la futura línea de tranvías, que iría desde el puerto hacia otros puntos de la ciudad de Salto. Pero por diversas razones el servicio demoraría varios años más en concretarse. Recién en 1897 el permiso de explotación nuevamente es otorgado a otra persona, esta vez al empresario Juan Schuch, quien finalmente el 31 de octubre de 1899 logra comenzar a operar y prestar servicio del tranvía de Salto. 
En 1918 es adquirido por la Sociedad Prevé y Frionini, para ese entonces el tranvía de Salto contaba con dos líneas que atravesaban la ciudad, y otras dos que eran suburbanas. También contaba con una línea especial para el ramal transportaba ganado hacia los Corrales de Abasto. Finalmente en 1924 el tranvía es adquirido por el gobierno municipal, quien lo terminaría disolviendo en 1931. Siendo este el último servicio de tranvías a caballo en el país.

### Tranvías en Paysandú
La proyección de un tranvía en Paysandú, se remonta a 1867 cuando Joaquín Reyes le propone a la Junta Administrativa de Paysandú establecer un servicio de tranvías para dicha ciudad, el cual prestaría servicio desde el Puerto sanducero hacia la plaza de frutos. Al año siguiente de dicha solicitud la Junta le otorgaría los permisos a diversas empresas y personalidades, pero por diversos motivos el proyecto nunca logró ser concretado. No hasta el año 1872 cuando la Sociedad Sciurano y Guerrico comienza a operar el servicio de transporte tranviario a caballo en el departamento.  Dicha compañía tenía su sede en la actual Plaza Colón de la ciudad.
En 1915 la compañía del Tranvía Eléctrico de Paysandú adquiere el servicio de tranvías y propone, al igual que sucedía en Montevideo, electrificar el servicio de tranvías. Dicho proyecto nunca se concretaría y culminaría con la adquisición de vehículos con motores, y por ende la disolución de los tranvías.
El desaparecido tranvía llegó a contar únicamente con dos líneas; una de ellas desde la Aduana hacia la Plaza Constitución y la otra desde el Centro hacia el Cementerio Central.

### Tranvía en La Floresta

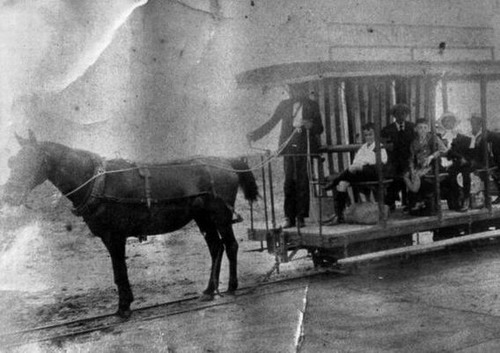
Tranvía de La Floresta

En 1912 es creado un tranvía de verano en el balneario de La Floresta del departamento de Canelones, el cual era utilizado por sus veraneantes. Este tranvía, de tracción a sangre, se conectaba con un pequeño ferrocarril de vía Decauville, el cual partía desde la estación Floresta trasladando a los viajantes provenientes del entonces Ferrocarril del Este, posteriormente el Ferrocarril y Tranvía del Estado.

## Desaparición
En los años cuarenta, el servicio de tranvías continuaba operando en Montevideo, excepto en las ciudades del interior, los cuales fueron sustituidos por ómnibus, el último de estos fue en la ciudad de Salto, en 1925 cuando circuló el último tranvías a tracción de sangre. 
En 1947 como forma de consensuar la deuda contraída por el Reino Unido con Uruguay, los tranvías son nacionalizados, y posteriormente municipalizados, quedando la Intendencia de Montevideo como propietaria de las compañías, ese mismo año, es creada la Administración Municipal de Transporte, quien sería la encargada de operar estas líneas. 
En los años cincuenta, la Administración Municipal de Transporte comenzó a planificar una modernización en el transporte, plan que consistía en la sustitución de los tranvías por trolebuses y autobuses, proceso que rápidamente culminaría en 1957 con la supresión de la línea E, último servicio de tranvías en Uruguay. 

## Reaparición
A lo largo de los años, han surgido muchos planeas para la reactivación de este servicio, los cuales nunca fueron concretados. 
En 2023 el Poder Ejecutivo mediante el Ministerio de Transporte y Obras Públicas aprobó un proyecto para la construcción y creación de un recorrido de tranvías que uniría la Plaza Independencia con la Ciudad de la Costa. Dicho proyecto busca mejorar el servicio de transporte en dicha zona del área metropolitana, la cual en los últimos años ha tenido un enorme crecimiento demográfico.